# ジャコーベ・フラゴメーニ
ジャコーベ・フラゴメーニ（Giacobbe Fragomeni、1969年8月13日 - ）は、イタリアのプロボクサー。ロンバルディア州ミラノ出身。元WBC世界クルーザー級王者。

## 来歴
2001年5月19日、プロデビュー。
2004年11月13日、WBCインターナショナルクルーザー級王座を獲得した。
2006年11月17日、EBUヨーロッパクルーザー級王者デビッド・ヘイ（イングランド）に挑戦し、9回TKO負けで王座獲得ならず。プロキャリア初黒星となった。
2008年10月24日、WBC世界クルーザー級王座決定戦でルドルフ・クライ（チェコ）と対戦し、8回負傷判定勝ち。39歳での初世界王座獲得となった。
2009年5月16日、クシシュトフ・ヴウォダルチクと対戦し、9回にダウンを奪われたものの1-1の判定ドローで初防衛に成功した。
2009年11月21日、ゾルト・エルデイと対戦し、0-2の判定負けで王座から陥落した。
2010年5月15日、WBC世界クルーザー級王座決定戦でクシシュトフ・ヴウォダルチクと再戦し、8回TKO負けを喫し王座獲得ならず。
2013年12月6日、アメリカデビュー戦をイリノイ州シカゴUIC・パヴィリオンでクシシュトフ・ヴウォダルチクと3度目の対戦を行うも、4回にダウンを奪われると6回終了時左目の負傷でドクターストップがかかり棄権。4年振りの王座返り咲きに失敗した。

## 獲得タイトル
- WBC世界クルーザー級王座（防衛1度）